# Qivittoq
Der Qivittoq (Plural Qivittut) ist das grönländische Konzept des Eremiten. Er hat sich im Laufe der Jahrhunderte vom Gesellschaftsphänomen zum halbmythologischen Wesen hin zum Protagonisten von Gruselgeschichten gewandelt, in denen der Qivittoq eine Art Dämon darstellt.

## Etymologie
Das Wort qivittoq (nach alter Rechtschreibung ĸivítoĸ) ist das Partizip Aktiv bzw. Nomen Agentis des Verbs qivippoq (ĸivípoĸ). Es heißt, dass das Wort bei anderen Inuitvölkern unbekannt ist, was nur insofern richtig ist, als die spezifische Bedeutung „ein Qivittoq werden“ nur in Westgrönland genutzt wird, aber nicht in anderen Teilen der Arktis, nicht einmal in Nord- oder Ostgrönland. Das Verb hat Kognaten in sämtlichen Eskimosprachen, wobei die Bedeutung hier meist „wütend davongehen“ ist, weswegen Michael Fortescue et al. diese Bedeutung als die ursprüngliche rekonstruieren. Möglicherweise besteht eine Verbindung zum Verb qipaktoq „wütend sein“, das auf Inuktun noch existiert. Robert Petersen ging hingegen von einer Verbindung zum Verbalstamm qiviar- „den Kopf drehen, sich etwas zuwenden, jemanden angucken“ aus, der mit dem Derivationsmorphem IT negiert wurde, um die Bedeutung „sich abwenden“ zu erhalten. Dies ist aus morphologischen Gründen jedoch unwahrscheinlich.
Es ist davon auszugehen, dass die ursprüngliche Bedeutung der Wut sich über Flucht aus Wut im Westgrönländischen zum Konzept der sozialen Selbstausgrenzung gewandelt hat. Das Konzept ist unter einer anderen Bezeichnung hingegen auch in Alaska bekannt, wobei hier der mythologische Aspekt fehlt. Ein ähnliches unmythologisches Konzept ist in Grönland unter dem Begriff inuillisimaneq bekannt, wörtlich „das Menschenlos-geworden-Sein“, für ein selbständig entschiedenes, leidenschaftsloses Aufsuchen der Einsamkeit in der Natur, um Frieden mit sich selbst zu finden, wobei der Begriff heutzutage kaum noch bekannt ist, da er vom Qivinneq (Gerundium des Verbs: „das Qivittoq-Werden“) nahezu vollständig verdrängt worden ist.

## Ursachen des Qivinneq
Ein Qivittoq hat sich freiwillig von der Gesellschaft ausgeschlossen und lebt stattdessen alleine in Höhlen in den Bergen. Die Ursache für diese Entscheidung war üblicherweise Enttäuschung oder Ärger über die Mitmenschen, meistens wegen nicht erwiderter Liebe, was auch der Grund dafür ist, dass die meisten Qivittut Männer sind, auch wenn es Berichte von weiblichen Qivittut gibt. Der Ort Kangerluk lag um 1800 noch an einer Stelle namens Qivittut, da man sich erzählte, dass dort eine Witwe als Qivittoq lebte, die der Hexerei beschuldigt worden und deswegen aus Angst vor einer Ermordung mit ihren Kindern geflüchtet war. Andere Frauen konnten Qivittut werden, weil sie misshandelt oder unerwünscht schwanger geworden waren. Umgekehrt konnte ein Paar gemeinsam in die Berge wandern, wenn die Gesellschaft ihre Liebe nicht akzeptieren wollte. Ein anderer Grund kann sein, dass sich die Person selbst von der Gesellschaft ausgeschlossen fühlte, einhergehend mit einer Form des Mobbings.

## Der reale Qivittoq
Die grönländischen Verhältnisse machen ein alleiniges Überleben in der Natur beinahe unmöglich, da die Inuit traditionell stark von ihren Mitmenschen abhängig waren. Wer sich absonderte, starb deswegen üblicherweise kurz darauf den Hunger- oder Kältetod. Es sind jedoch einige Fälle bekannt, wo Qivittut längere Zeit überlebt haben. Qivittut lebten von Pflanzen und Wurzeln, gefangenem Fisch, Vögeln, Hasen und Rentieren, wobei traditionell alles mit bloßen Händen oder Pfeil und Bogen gejagt werden musste. Teilweise kehrten Qivittut heimlich nach Hause zurück, um Vorräte zu stehlen, um zu überleben. Vor allem Frauen starben schnell, da sie in der Gesellschaft keine Jäger waren, sondern die häuslichen Pflichten erledigten.
Archäologische Spuren zeigen, dass Qivittut zumindest früher wirklich existierten, da man alleine im Distrikt Uummannaq 15 ehemals bewohnte Höhlen fand. Bei Akulliit wurde eine Höhle mit einer Feuerstelle, Vorräten und einem Bett aus Moos gefunden und daneben eine kleinere von innen mit einem Stein verschlossene Höhle mit der Leiche des Qivittoqs. Er hatte sich selbst begraben und noch einige Zeit von seinen Vorräten gelebt, bevor er an anderer Ursache gestorben war. Eine andere Höhle bei Saqqaq enthielt US-amerikanische Tabakdosen, die davon zeugen, dass der Qivittoq dort während des Zweiten Weltkriegs gelebt hatte.
Es gibt Berichte, wonach Personen verschwundenen Qivittut begegnet sind und anschließend anderen davon erzählt haben. Teilweise zeigte sich, dass dies zutreffend war, andere Male handelte es sich um erfundene Geschichten, da später die Leiche des angeblichen Qivittoqs gefunden wurde, die zeigte, dass er bereits bei seinem Verschwinden umgekommen war. Ein Mann namens Lars war 1782 bei Nuuk verschwunden und immer wieder hieß es, dass Leute ihm begegnet seien. 1786 berichtete eine Frau, ihn ebenfalls gesehen zu haben. Sie kam aus einer anderen Gegend und kannte die Bevölkerung um Nuuk nicht, aber sie berichtete, dass Lars sie nach mehreren ihr unbekannten Personen aus Saarloq gefragt hatte, die sie namentlich benennen konnte und die wirklich existierten.
Auch innerhalb der Gesellschaft war das Überleben so hart, dass der Verlust eines einzelnen Jägers am Wohnplatz lebensbedrohlich für den Rest der Bewohner werden konnte. Aus diesem Grund war es nicht ungewöhnlich, dass Personen ihre Mitmenschen damit erpressten, in die Einsamkeit zu gehen, wenn sie ihren Willen nicht erhielten. Niels Egede schrieb beispielsweise im 18. Jahrhundert, dass ein Mädchen ihm drohte, Qivittoq zu werden, wenn er sie nicht mit nach Dänemark nähme. Qivittut waren zudem gefürchtet, da sich die zurückgelassene Bevölkerung als Mitschuldige Selbstvorwürfen und der Angst vor Rache ausgesetzt sah.
In seltenen Fällen heißt es, dass ein Qivittoq nach langer Zeit zurückkehrte, aber von der angsterfüllten Bevölkerung wieder verjagt wurde. Nur in noch selteneren Fällen wurde der Qivittoq wieder – mit großen Misstrauen – in die Gesellschaft aufgenommen.
Es gibt Berichte, dass Personen als Qivittut verschwanden und an anderer Stelle wieder auftauchten. Während des Zweiten Weltkriegs traf ein grönländischer Lotse auf einem US-amerikanischen Schiff einen grönländischen Matrosen, von dem sich zeigte, dass er vor vielen Jahren als Qivittoq davongerudert war und von einem US-amerikanischen Fischerboot aufgenommen worden war. Es ist davon auszugehen, dass selbiges Anfang des 19. Jahrhunderts mit Hans Zakæus geschehen war.

## Der mythologische Qivittoq
Vermutlich aus der eigentlichen Unmöglichkeit des Überlebens heraus wurden den Qivittut übernatürliche Kräfte zugeschrieben, wodurch sie eine teils mythologische Stellung erhielten. Dies konnte sogar mit eine Ursache sein, um Qivittoq zu werden, da diese übernatürlichen Kräfte begehrt waren.
Es heißt, dass jeder Qivittoq fünf Tage hat, um seinen Beschluss ohne Konsequenzen zu revidieren und zu seinem Wohnplatz zurückzukehren. In diesen fünf Tagen darf er jedoch weder essen noch trinken, da alles Essbare zu Stein wird und die Gewässer versiegen, sobald er sich ihnen nähert.
Sobald diese Zeit um ist, erlangt er übernatürliche Kräfte und wird zu einer mythologischen Figur. Er kann dann sehr schnell laufen, verfügt über die Fähigkeit zu fliegen, besitzt Allwissenheit und Unbesiegbarkeit, hat die Fähigkeit, mit Tieren zu sprechen oder sich in Tiere zu verwandeln, kann aber nie wieder zu den Menschen zurückkehren.
Qivittut ändern nicht nur ihre Fähigkeiten, sondern auch ihr Aussehen. So heißt es, dass sich ihre Haut schwarz verfärbt (möglicherweise durch christliche Beeinflussung, da teuflische Figuren mit schwarzer Haut dargestellt wurden) und dass sie so viel weinen, dass die Augen aus den Augenhöhlen hervorgequollen sind und die Tränen die Haut um die Augen weggeätzt haben, sodass man ihre Knochen sieht. Qivittut tragen häufig ungewöhnliche Kleidung und bewegen sich auf allen Vieren fort. Um tierisch verbesserte Sinneswahrnehmungen zu erlangen, heißt es auch, dass die Augen, Ohren und Nasenlöcher wachsen und die Zähne und Fingernägel scharf werden.
Wer als Qivittoq stirbt, wird zu einem Geist, der in der Natur spukt. Durch diesen Glauben wurden die Geister der Qivittut von der Bevölkerung für unerklärliche Phänomene verantwortlich gemacht. Andererseits heißt es, dass Qivittut unsterblich seien, was für sie eine große Belastung darstelle. Es ist dazu auch die Geschichte überliefert, dass es eine Art Paradies für Qivittut gebe, das aber nur erreicht werden kann, wenn der Qivittoq einem Menschen erzählt, wer er ist und wieso er ein Qivittoq geworden ist.
Wer zum Qivittoq wird, verliert auch seinen Namen und damit seine Identität und Menschlichkeit. Während gemäß der Mythologie der Inuit die Seele eines Menschen über seinen Namen weitergegeben und wiedergeboren werden kann, ist dies für den Qivittoq somit unmöglich und er gilt als „für immer gefangen“. Teilweise heißt es auch, dass Qivittut verlernen wie Menschen zu sprechen.
Weitere Geschichten besagen, dass man nicht notwendigerweise freiwillig Qivittoq wurde, sondern von einem anderen Qivittoq „angesteckt“ werden konnte, indem man von ihm angebotenes Essen aß und somit selbst zum geistgleichen und unmenschlichen Qivittoq wurde. Diese sind aber eher als peripher zum klassischen Qivittoq-Mythos anzusehen.

## Geschichtliche Entwicklung des Qivittoq-Mythos

### 18. Jahrhundert
Der erste Bericht eines Qivittoqs stammt aus dem Jahr 1741, als Niels Egede Folgendes in seinem Tagebuch notierte:

„Den 29. [dec.] kom een Grønlænder fra Iise-Fjorden, han fortalte at for nogle Dage siden, var en Grønlænder gaaet til Fiels, for at blive en Eremit, siden hans Kone elsket en anden Mand, de fortalte og, at de havde seet een op til Fiels i Sommer, som var bortrømt for mange Aar siden, og da de andre ville have ham hjem med sig, truede han dem med Bue og Piile, saa de maatte lade ham fare med Fred.“

„Am 29. [Dez.] kam ein Grönländer vom Eisfjord, er erzählte, dass vor einigen Tagen ein Grönländer in die Berge gegangen war, um ein Eremit zu werden, da seine Frau einen anderen Mann liebte, sie erzählten auch, dass sie im Sommer einen in den Bergen gesehen hatte, der vor vielen Jahren davongegangen war, und als die anderen ihn mit sich nach Hause nehmen wollten, drohte er ihnen mit Bogen und Pfeil, sodass sie ihn in Frieden gehen lassen mussten.“

Niels Egedes Formulierung at gaae til Fiels (nach heutiger Rechtschreibung at gå til fjelds „in die Berge gehen“) ist der Ursprung für die übliche dänische Übersetzung fjeldgænger („Berggänger“).

### 19. Jahrhundert
Zahlreiche weitere Geschichten wurden im 19. Jahrhundert von Hinrich Johannes Rink eingesammelt. Während die ersten Überlieferungen aus dem 18. Jahrhundert noch natürlich wirken, enthalten die Geschichten aus dem 19. Jahrhundert vermehrt übernatürliche Elemente. Es ist davon auszugehen, dass der Qivittoq-Mythos im Laufe der Zeit Einflüsse des traditionellen Glaubens der Inuit und des Christentums vermischte. Die realen Geschichten wurden mit traditionellen schamanistisch geprägten Mythen zusammengeworfen und christlich umgedeutet. Somit war der Qivittoq einer, der nicht nur die Gesellschaft verließ, sondern auch den rechten Glauben aufgab, und eine möglichst negative Konnotation von Qivittut oder eine direkte Assoziation mit dem Teufel war im Sinne der europäischen Missionare. Diese Entwicklung hatte sich zu Beginn des 20. Jahrhunderts, als Knud Rasmussen weitere Geschichten sammelte, verfestigt. Der Fokus lag nun kaum noch darauf, wie und warum der Qivittoq die Gesellschaft verlassen hatte, sondern darauf, dass Menschen Qivittut begegneten, und die Geschichten handelten primär von deren magischen und üblicherweise bösen Kräften.

### 20. und 21. Jahrhundert
Die Angst vor dem mythologischen Qivittoq diente bereits zu dieser Zeit vor allem für Kinder als Gruselgeschichte. Unartigen Kindern drohte man somit Qivittorsuup orneqinavaatit!, „Pass auf, dass der große Qivittoq nicht zu dir kommt!“ oder ähnlichen Formulierungen. Der Qivittoq-Mythos hat bis heute im grönländischen Bewusstsein überlebt, allerdings meist als reine Gruselgeschichte. Dennoch gibt es auch heute noch vereinzelte Berichte von Begegnungen mit Qivittut in Grönland, beispielsweise 2011, als ein Jäger aus Aasiaat davon erzählte, von zwei merkwürdigen heruntergekommenen Gestalten in einen Faustkampf verwickelt worden zu sein. Sein Bericht zeigte deutliche Einflüsse von Aberglauben, beispielsweise dass sein Bruder, der auf ihn wartete, zum selben Zeitpunkt von einer Schneeammer besucht worden war, was als Zeichen für den Tod gesehen wird. Andererseits war der Bericht ohne größere Beschreibungen von Übernatürlichkeit und so sachlich, dass er nicht als Gruselgeschichte dienen konnte.
Erst in Verbindung mit der Missionierung erhielt der Qivittoq seine mythologische Komponente, möglicherweise als Versuch der Bevölkerung, den Schamanismus unter neuem Namen in Geschichten überleben zu lassen, was als Konsequenz der Kolonialgeschichte Grönlands und der damit verbundenen Kulturpolitik und Identitätsproblematik verstanden werden kann.

## Qivinneq als Suizid
Der Qivinneq kann als eine spezielle Form des Suizids angesehen werden. Diese Sichtweise wurde erstmals 1883 vertreten. Da die Überlebenschancen eines Qivittoqs vor allem über längere Sicht äußerst gering waren, war der Qivinneq für den Qivittoq eine Möglichkeit, sich selbst zu töten. Selbstmord ist in der heutigen grönländischen Gesellschaft ein großes Problem und in der postkolonialen Geschichte des Landes seit etwa den 1970er Jahren stark verbreitet. Es wurde die Theorie aufgebracht, dass Suizide mit westlichen Tötungsmethoden sich nicht erst ab dort verbreitet, sondern nur den Qivinneq als Suizidmethode abgelöst hatte. Dabei wurde der Ärger über die Gesellschaft als Ursache vom eigenen nahen Umfeld auf die dänischen Obrigkeiten im postkolonialen Grönland transferiert.
In Kanada hat sich das Wort sogar lexikalisiert für eine Person, die Suizid begeht, ursprünglich durch den Qivinneq, mittlerweile aber auch durch andere Methoden. Hier fehlt dem Konzept aber ebenfalls der mythologische Aspekt, der nur in Grönland existiert.

## Kulturelle Rezeption und Gebrauch des Qivittoq-Motivs
Der Qivittoq ist ein populäres Motiv in der grönländischen Erzählkultur. Daneben ist das Thema jedoch auch vielfach in anderen Genres aufgegriffen worden.

### Film
Der dänische Film Qivitoq (1956), der in Grönland spielt, behandelt das Motiv so zentral, dass es sogar als Filmtitel dient. Der Kontrast zwischen traditioneller Mythologie und einer modernisierten christlichen Gemeinschaft und der damit verbundene Identitätskonflikt sind deutlich im Film erkennbar und erinnern somit an Aage Ibsens Darstellung, wenn auch mit anderen Hintergründen. Die Figuren überwinden ihren Aberglauben und werden durch Erfolge belohnt, was Ähnlichkeiten mit Mathias Storchs Roman zeigt. Das Dänische bzw. die Modernisierung Grönlands, die zu diesem Zeitpunkt durch die G50-Politik aktuell war, wird hier als Mittel zum Glück für die grönländische Bevölkerung dargestellt.
Im Film Qaammarngup uummataa / Lysets hjerte (1998), einer dänisch-grönländischen Koproduktion, deren Drehbuch vom Grönländer Hans Anthon Lynge geschrieben wurde, wird ebenfalls ein Identitätskonflikt behandelt, diesmal im Kontext des postkolonialen Grönlands. Die Hauptfigur lebt ein unglückliches Leben in der ständigen Sorge, zu dänisch zu werden und die grönländische Identität aufzugeben. Nach einem Streit begeht sein Sohn betrunken einen Amoklauf und erschießt sich anschließend selbst, woraufhin die Hauptfigur aus Scham in die Natur flüchtet. Hier begegnet er einem Qivittoq. Die Darstellung des Qivittoqs folgt den mythischen Darstellungen aus der Zeit Knud Rasmussens und wird als Mittel für den Ausdruck des Grönländischen genutzt, an dem die Hauptfigur hängt. Er ist gewissermaßen eine Metapher bzw. Allegorie des Grönländischseins, vergleichbar mit Holger Danske für Dänemark. Der Qivittoq erzählt zum Schluss, dass sein Qivinneq daraus resultierte, dass er die Vergangenheit nicht akzeptieren konnte und er deswegen einsam wurde. Mit der Akzeptanz der grönländischen Geschichte findet die Hauptfigur anschließend Frieden.
Der Film Qaqqat Alanngui (2011) ist eine grönländische Produktion, geschaffen von Malik Kleist und der erste grönländische Horrorfilm. Ein Qivittoq als übernatürliches Wesen enthauptet einen Jugendlichen auf der Jagd, was sein Bruder nicht verhindern kann. Beide werden später vermisst. Acht Monate später diskutiert eine Gruppe Jugendlicher angesichts dieses Falls über Qivittut, wobei dies als Aberglaube abgetan wird, vergleichbar mit der Darstellung in Qivitoq. Als die Gruppe zum Feiern in eine Hütte in die Natur fährt, stören sie ein Grab (wie acht Monate zuvor) und werden ebenfalls vom Qivittoq gejagt. Einer von ihnen wird ermordet und daraufhin selbst zum Qivittoq, der die anderen jagt. Die Darstellung folgt auch hier dem unmenschlichen, tierischen, gespenstischen Aussehen. Plötzlich erscheint der vermisste Bruder des getöteten Jägers und versucht zu helfen. Weitere werden getötet, andere überleben. Der Bruder befindet sich dauerhaft in einem Zwischenstadium zwischen lebendig und tot. Im Film können Qivittut mit Schusswaffen und Messern getötet werden. Die Darstellung der Qivittut in Qaqqat Alanngui wird als moderne Form eines vollständig mythologischen Wesens interpretiert, wobei das Ziel Horror als Unterhaltungsform ist und keine kulturpolitische Agenda verfolgt wird.